# Wadi Muqaddam
 (décembre 2022).
Wadi Muqaddam est le lit d'un cours d'eau intermittent du Soudan long d'environ 320 km, s'écoulant du sud au nord, à partir d'une zone située à l'ouest d'Omdurman pour déboucher dans le cours actuel du Nil près de Korti. Il donne son nom à une formation géologique dénommée Wadi Milk.

## Géographie
Délimitant le désert de Bayouda à l'ouest, il coule encore pendant les saisons des pluies. Des traces de mollusques terrestres et d'eau douce ainsi que des os de poissons indiquent la présence d'eau stagnante dans l'oued. Certains chercheurs se basent sur l'hypothèse que le Wadi Muqaddam était un ancien lit du Nil,.

## Archéologie
Les études préalables à la construction de la Challenge Road puis de la Northern Artery Road, routes reliant Khartoum et Omdurman aux principaux centres du nord Soudan, Kareima et Dongola comprenaient une composante archéologique. Au cours de l'étude, 180 sites archéologiques ont été découverts, nombre d'entre eux sont concentrés le long du Wadi Muqaddam. L'occupation humaine s'y étage du Paléolithique à la période médiévale et démontre l'utilisation de cette vallée comme route de migration puis comme route commerciale. Cette route était en effet beaucoup plus courte (290 km) que celle longeant les rives de la boucle du Nil (800 km). Les archéologues pensent qu'elle fut empruntée lorsque le Wadi Muqaddam était encore en eau, oubliée durant quelques millénaires puis réutilisée lorsque les civilisations régionales furent capables de creuser des puits.
La route décrite par Hérodote pour rejoindre Méroé depuis le Nord empruntait probablement la vallée parsemée de puits du Wadi Muquaddam pour rejoindre Soba puis descendait le Nil pour atteindre sa destination (Herodotus, Book II, 29–30).
Les découvertes archéologiques attestent des deux périodes d'utilisation de cette voie de circulation, la première période durant la préhistoire attestée par :
- des outils de pierre attribués au Middle Stone Age[7],[8];
- des débris de poterie mésolithique ;
- des tumuli de pierre du 3e millénaire BP ;
- des vestiges de passages d'hommes au néolithique.

Une deuxième période d'utilisation s'étend du royaume de Napata jusqu'à la période actuelle, en témoignent :
- des poteries et une amulette de la période Napata, le site archéologique d'Al-Meragh (en)
- de nombreux tumuli de la période méroitique
- des tombes de périodes post-méroitique
- de très nombreux débris de poteries médiévales chrétiennes dont certaines pourraient avoir été fabriquées à Old Dongola, des gourdes de pèlerins, des tombes chrétiennes indiquent que ce trajet fut largement emprunté par les chrétiens à l'époque médiévale,
- des poteries de la période islamique suivante.